# 黒本淳之介
黒本 淳之介（くろもと じゅんのすけ、1958年（昭和33年）7月3日 - ）は、日本の銀行家、実業家。栃木銀行代表取締役頭取、第二地方銀行協会会長。

## 来歴
栃木県出身、法政大学法学部卒業。1981年に栃木相互銀行（後の栃木銀行）に入行後、人事部長や経営企画部長、取締役などを経て、2016年に菊池康雄の後任として代表取締役頭取に就任する。
2017年に北洋銀行頭取の石井純二の後任として第二地方銀行協会会長に就任する。なお第二地銀協会長は黒本以降は輪番制となり、2022年2度目の会長に就任した。

## 年譜
- 1981年（昭和56年）
  - 4月:栃木相互銀行（後の栃木銀行）入行
- 2003年（平成15年）
  - 6月:栃木銀行小山支店長
- 2009年（平成21年）
  - 6月:同行人事部長
- 2011年（平成23年）
  - 6月:同行取締役 経営企画部長
- 2014年（平成26年）
  - 6月:同行常務取締役 経営企画部長委嘱
- 2015年（平成27年）
  - 6月:同行専務取締役
- 2016年（平成28年）
  - 6月:同行代表取締役頭取（現職）
- 2017年（平成29年）
  - 6月:第二地方銀行協会会長理事
- 2022年（令和4年）
  - 6月:第二地方銀行協会会長

## 参考資料
- “第112期有価証券報告書” (PDF).   栃木銀行 (2015年6月26日). 2019年5月7日閲覧。
- “第115期有価証券報告書” (PDF).   栃木銀行 (2018年6月28日). 2019年5月11日閲覧。

| ビジネス      | ビジネス                              | ビジネス      |
| ------------- | ------------------------------------- | ------------- |
| 先代 菊池康雄 | 栃木銀行頭取 ：2016年 -               | 次代          |
| 先代 石井純二 | 第二地方銀行協会会長 ：2016年 -2017年 | 次代 熊谷俊行 |
| 先代 安田光春 | 第二地方銀行協会会長 ：2022年 -2023年 | 次代 熊谷俊行 |